# Кузьминовка (Аургазинський район)
Кузьми́новка (рос. Кузьминовка, башк. Кузьминовка) — присілок у складі Аургазинського району Башкортостану, Росія. Входить до складу Семенкинської сільської ради.
Населення — 50 осіб (2010; 46 в 2002).
Національний склад:
- татари — 41%
- башкири — 26%